# Parahya submersa
Parahya submersa är en spindeldjursart som först beskrevs av William Syer Bristowe 1931.  Parahya submersa ingår i släktet Parahya och familjen Parahyidae. Inga underarter finns listade i Catalogue of Life.